# Перлек-хумка
Велика хумка у Бечејском атару стоји на обали некадашњег тока Тисе. Спада у боље сачуване кургане у региону.

## Опис и значај
Курган је вероватно пореклом из енеолита, из времена продора курганских народа на запад. Припада комплексу хумки које се према јасном циклусу нижу уз леву и десну страну Тисе, образујући некакав древни систем комуникације ради одбране – у равници са једног кургана видело се на други и постојала је могућност јављања доласка непријатеља, било са реке било са копна.
Перлек је такође и значајно археолошко налазиште из Аварског периода. У непосредној околини хумке пронађена је некропола од двадесетак гробова Другог аварског каганата.

## Стање и перспективе
Хумка је због положаја – на стрмом рубу некадашњег меандра – у ванредно добром стању, иако се започело са илегалним преоравањем њеног јужног обода, тако што је извршено поравнање терена ка нагибу, земљани рад који је захватио и део атарског пута који не припада пољопривредном земљишту.

## Галерија
- Хумка изблиза
- Хумка на мапи из cc. 1850. са тадашњом Тисом
- Хумка на мапи из cc. 1880. са реком која је већ одмеандрирала
- Хумка гледана са ораница
- Лесни одсек поред хумке који припада периоду Пра-тисе
- Гледана са магистралног пута
- Уломци грнчарије у подножју
- Панорама са хумке